# Грлиште
Грлиште је насељено место града Зајечара у Зајечарском округу. Према попису из 2022. било је 465 становника (према попису из 1991. било је 1164 становника).

## Историја
Први писани помен Грлишта је 1455. године у турском попису Видинског санџака. Тада је у атару данашњег Грлишта забележено постојање три села: Грлишта, Застења и Бањице. Села Застење и Бањица имали су у то време и своје цркве. То су данашњи грлиштански манастири Св. Апостола Петра и Павла и Св. Архангела.

## Географија
Грлиште је ратарско-сточарско сеоско насеље збијеног типа у граду Зајечару. Налази се 14 km јужно од Зајечара на надморској висини од 194 . На месту Ждрело 1,5 km од села, 1989. године изграђена је брана на Грлишкој реци и створено је Грлишко језеро. На месту језера раније је постојало насеље Застење, а једини сведок тога је манастир Светог апостола Петра и Павла из XII века. Становници Грлишта су Тимочани — Торлаци.

## Демографија
У насељу Грлиште живи 768 пунолетних становника, а просечна старост становништва износи 51,5 година (49,1 код мушкараца и 53,8 код жена). У насељу има 308 домаћинстава, а просечан број чланова по домаћинству је 2,78.
Ово насеље је великим делом насељено Србима (према попису из 2002. године).
|  |

| Демографија | Демографија | Демографија |
| Година      | Становника  | Становника  |
| ----------- | ----------- | ----------- |
| 1948.       | 1.915       |             |
| 1953.       | 1.929       |             |
| 1961.       | 1.882       |             |
| 1971.       | 1.578       |             |
| 1981.       | 1.381       |             |
| 1991.       | 1.164       | 1.164       |
| 2002.       | 857         | 863         |

| Етнички састав према попису из 2002.‍ | Етнички састав према попису из 2002.‍ | Етнички састав према попису из 2002.‍ | Етнички састав према попису из 2002.‍ | Етнички састав према попису из 2002.‍ |
| ------------------------------------ | ------------------------------------ | ------------------------------------ | ------------------------------------ | ------------------------------------ |
|                                      |                                      |                                      |                                      |                                      |
| Срби                                 | Срби                                 |                                      | 844                                  | 98,48%                               |
| Црногорци                            | Црногорци                            |                                      | 3                                    | 0,35%                                |
| Бугари                               | Бугари                               |                                      | 3                                    | 0,35%                                |
| Албанци                              | Албанци                              |                                      | 3                                    | 0,35%                                |
| Словаци                              | Словаци                              |                                      | 1                                    | 0,11%                                |
| непознато                            | непознато                            |                                      | 3                                    | 0,35%                                |

| Година пописа     | 1948. | 1953. | 1961. | 1971. | 1981. | 1991. | 2002. |
| ----------------- | ----- | ----- | ----- | ----- | ----- | ----- | ----- |
| Број домаћинстава | 461   | 469   | 484   | 429   | 398   | 363   | 308   |

| Број чланова      | 1  | 2  | 3  | 4  | 5  | 6  | 7 | 8 | 9 | 10 и више | Просек |
| ----------------- | -- | -- | -- | -- | -- | -- | - | - | - | --------- | ------ |
| Број домаћинстава | 87 | 84 | 47 | 35 | 27 | 15 | 8 | 5 | 0 | 0         | 2,78   |

| Пол    | Укупно | Неожењен/Неудата | Ожењен/Удата | Удовац/Удовица | Разведен/Разведена | Непознато |
| ------ | ------ | ---------------- | ------------ | -------------- | ------------------ | --------- |
| Мушки  | 378    | 86               | 248          | 37             | 7                  | 0         |
| Женски | 408    | 26               | 252          | 117            | 12                 | 1         |
| УКУПНО | 786    | 112              | 500          | 154            | 19                 | 1         |

| Пол    | Укупно                    | Пољопривреда, лов и шумарство | Рибарство                            | Вађење руде и камена | Прерађивачка индустрија       |
| ------ | ------------------------- | ----------------------------- | ------------------------------------ | -------------------- | ----------------------------- |
| Мушки  | 144                       | 36                            | 0                                    | 2                    | 34                            |
| Женски | 114                       | 31                            | 0                                    | 0                    | 54                            |
| УКУПНО | 258                       | 67                            | 0                                    | 2                    | 88                            |
| Пол    | Производња и снабдевање   | Грађевинарство                | Трговина                             | Хотели и ресторани   | Саобраћај, складиштење и везе |
| Мушки  | 0                         | 18                            | 13                                   | 2                    | 14                            |
| Женски | 0                         | 1                             | 5                                    | 3                    | 0                             |
| УКУПНО | 0                         | 19                            | 18                                   | 5                    | 14                            |
| Пол    | Финансијско посредовање   | Некретнине                    | Државна управа и одбрана             | Образовање           | Здравствени и социјални рад   |
| Мушки  | 0                         | 1                             | 2                                    | 2                    | 8                             |
| Женски | 0                         | 3                             | 4                                    | 4                    | 6                             |
| УКУПНО | 0                         | 4                             | 6                                    | 6                    | 14                            |
| Пол    | Остале услужне активности | Приватна домаћинства          | Екстериторијалне организације и тела | Непознато            | Непознато                     |
| Мушки  | 0                         | 0                             | 0                                    | 12                   | 12                            |
| Женски | 0                         | 0                             | 0                                    | 3                    | 3                             |
| УКУПНО | 0                         | 0                             | 0                                    | 15                   | 15                            |